# قطعنامه ۱۱۲۱ شورای امنیت
قطعنامه  ۱۱۲۱ شورای امنیت سازمان ملل متحد که در تاریخ ۲۲ جولای ۱۹۹۷ تصویب شد، سندی بین‌المللی دربارهٔ مدال حافظ صلح سازمان ملل متحد است. این قطعنامه طی نشست ۳۸۰۲ام با ۱۵ رای موافق، ۰ مخالف و ۰ ممتنع تصویب شد.